# Tatort: Murot und der Elefant im Raum
Murot und der Elefant im Raum ist ein Fernsehfilm aus der Krimireihe Tatort. Der vom Hessischen Rundfunk produzierte Beitrag soll im SRF, im ORF und im Ersten ausgestrahlt werden. Der Wiesbadener Kommissar Felix Murot ermittelt in seinem 14. Fall.

## Handlung
Kommissar Murot leidet unter den psychischen Belastungen seines Berufs und unterzieht sich einer neuartigen Therapie: Mithilfe einer Maschine kann er seine eigene Psyche als begehbare Landschaft erleben. Parallel flieht die alleinerziehende Mutter Eva Hütter mit ihrem Sohn Benjamin, nachdem ihr vor Gericht der Entzug des Sorgerechts droht. Sie versteckt sich mit dem Kind in einer Waldhütte, fällt jedoch nach einem Unfall ins Koma. Benjamin bleibt verschwunden.
Da alle Spuren fehlen, wagt Murot ein riskantes Experiment: Er verbindet sich mit Evas Bewusstsein, um im Koma Hinweise auf den Aufenthaltsort des Kindes zu finden. Die Suche wird zu einer Reise durch Evas Gedankenwelt – und an die Grenzen von Murots eigener Psyche. Schließlich muss auch Kollegin Wächter in das Verfahren eingreifen, um beide zu retten.

## Hintergrund
Der Film wurde vom 22. Mai 2024 bis zum 20. Juni 2024 in Hessen gedreht. Die Premiere soll am 1. September 2025 auf dem Festival des deutschen Films in Ludwigshafen am Rhein erfolgen.

## Auszeichnungen
Der Film wurde für den Rheingold Publikumspreis 2025 auf dem Festival des deutschen Films in Ludwigshafen am Rhein nominiert.